# Sabiñán
Sabiñán (aragónul Sabinyán) település Spanyolországban,  Zaragoza tartományban. Sabiñán Morés, Chodes, El Frasno, Paracuellos de la Ribera és Calatayud községekkel határos. Lakosainak száma 691 fő (2024).

## Népesség
A település népessége az utóbbi években az alábbiak szerint változott:
| Lakosok száma | 914  | 809  | 741  | 805  | 749  | 755  | 699  | 723  | 675  | 691  |
|               | 2001 | 2004 | 2007 | 2009 | 2012 | 2014 | 2017 | 2019 | 2022 | 2024 |